# David Helliwell
David Leedom Helliwell (ur. 26 lipca 1935 w Vancouver, zm. 30 grudnia 1993 tamże) – kanadyjski wioślarz, srebrny medalista olimpijski.
Wystąpił na igrzyskach olimpijskich w Melbourne w 1956, gdzie Kanadyjczycy w składzie: Philip Kueber, Richard McClure, Robert Wilson, David Helliwell, Donald Pretty, Bill McKerlich, Douglas McDonald, Lawrence West i Carlton Ogawa (sternik) zdobyli srebrny medal w ósemkach. W wyścigu finałowym o 1,9 sekundy przegrali z osadą USA, a o 2,1 sekundy pokonali Australijczyków. Był to jego jedyny start olimpijski.
Ponadto zdobył srebrny medal w czwórkach bez sternika na igrzyskach Imperium Brytyjskiego i Wspólnoty Brytyjskiej w Cardiff w 1958. 
Kształcił się na Uniwersytecie Kolumbii Brytyjskiej, następnie pracował jako księgowy. Przez pewien czas zajmował się także trenowaniem wioślarzy na swojej alma mater. 